# The Tatler

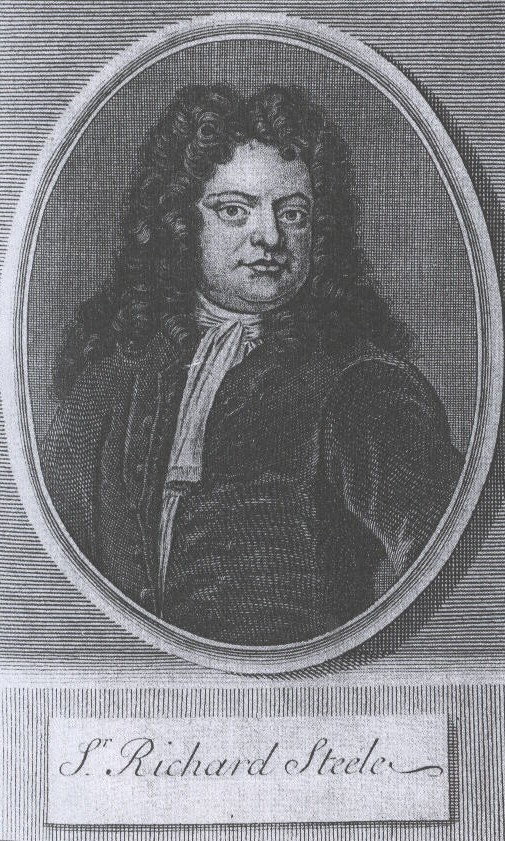
Richard Steele

The Tatler („Plotkarz”) – gazeta wydawana w Wielkiej Brytanii przez dwa lata od 12 kwietnia 1709 do 2 stycznia 1711. Cała kolekcja została wydana w roku 1711, pod tytułem The Lucubrations of Isaac Bickerstaff, Esq. Gazetę założył Irlandczyk Richard Steele, który prowadził ją pod pseudonimem Isaac Bickerstaff. Pomagał mu Anglik Joseph Addison. Pisywał do niej Jonathan Swift.
W gazecie jako nagłówków używano nazw kawiarni ówcześnie istniejących w Londynie.
Dziś istnieje pismo kobiece o tym samym tytule.